# 川本克彦
川本克彦（日语：かわもと かつひこ，1966年2月11日—），本名是森克彦，出身於愛媛縣的男性演員及配音员，Theatre Echo所属。

## 生平
- 曾讀明治大学法学部法律学科。
- 主要是參演舞台劇演出及海外電視劇和電影的配音工作，冷靜與狂躁的演繹均擅長，多配演不同年齡層的角色。
- 動畫作品較少主要參與，但火影疾風傳中的迪達拉是他動畫配音中的代表角色。

## 演出作品

### 舞台劇
- 狂っているのは誰？
- ざ ちぇんじ！
- ちゃんとした道
- もやしの唄
- 半変化束恋道中
- 池袋モンパルナス（劇団銅鑼）
- 火あぶり（シアターX名作劇場）
- 熱狂   （劇団チョコレートケーキ）

## 配音作品
```
*
黑體
是配演作品中的主角或主要角色。
```

### 動畫
2000年
- 金田一少年之事件簿（金田昌平）
- STRANGE DAWN（ヂョーグ）

2003年
- 無限戦記ポトリス（ドラゴンブルー）

2005年
- ギャラリーフェイク（矢野）
- CLUSTER EDGE（ヒューゲル）

2006年
- NARUTO -ナルト- （ルイガ）

2007年
- 結界師（左金）
- 獸神演武（陳情）
- 火影疾風傳（迪達拉）

2008年
- ゴルゴ13（マクラグレン）

2009年
- スレイヤーズEVOLUTION-R（客A）
- 毎日かあさん（親戚）
- ミチコとハッチン（ベン）

2012年
- 李洛克的青春全力忍傳（迪達拉）

2013年
- トレインヒーロー（キャプテン・アクネ）

2016年
- ルパン三世 (2015年TVシリーズ)（若いマーティン）

### 吹替
電視/電影
| 作品年份 | 作品名稱               | 配演角色               | 演員              | 媒介備註                               |
| -------- | ---------------------- | ---------------------- | ----------------- | -------------------------------------- |
| 1993     | 方世玉                 | 方世玉                 | 李連傑            | DVD版本                                |
| 1993     | 黃飛鴻之鐵雞鬥蜈蚣     | 黃飛鴻                 | 李連傑            | DVD版本                                |
| 1993     | 方世玉續集             | 方世玉                 | 李連傑            | DVD版本                                |
| 1993     | 太極張三豐             | 張君寶/張三豊          | 李連傑            | DVD版本                                |
| 1993     | 倚天屠龍記之魔教教主   | 張無忌                 | 李連傑            | DVD版本                                |
| 2005     | 不死狗                 | Danny the Dog          | 李連傑            | 影碟版本                               |
| 1951     | 郎心似鐵               | George Eastman         | 蒙哥馬利·克利夫特 | DVD版本                                |
| 1967     | 鐵金剛橫掃皇家賭場     | 占士·邦/伊夫·林川柏    | 彼得·謝勒         | Amazon.JP自選視像 （2016年新錄製版本） |
| 1984     | 渾身是勁               | Ren McCormack          | 奇雲·貝根         | DVD版本                                |
| 1994     | 三國演義               | 無名角色               | -                 | NHK-BS2/完整版DVD-BOX版本              |
| 1999     | 中華英雄               | 華劍雄                 | 謝霆鋒            | DVD版本                                |
| 2003     | 無間道III：終極無間    | 楊錦榮                 | 黎明              | 影碟版本                               |
| 2003     | 千機變                 | Reeve                  | 鄭伊健            | DVD版本                                |
| 2004     | 旺角黑夜               | 污鼠/林來福            | 吳彥祖            | DVD版本                                |
| 2006     | CIA驚天殺局            | Arch Cummings          | 比利·告魯杜       | 影碟版本                               |
| 2006     | 新鐵金剛智破皇家賭場   | Villiers               | 托比亞·曼齊司     | 朝日電視台/DVD新收錄特別版             |
| 2007     | 戀愛心曲               | Max                    | 喬·安德森         | 影碟版本                               |
| 2008     | 夏菲米克的時代         | 積克·李拉              | 狄亞哥·盧納       | 影碟版本                               |
| 2010     | 雷霆戰海               | 希德菲·力浦            | 艾什頓·霍爾姆斯   | WOWOW頻道                              |
| 2013     | 新鐵金剛：智破天凶城   | Q                      | 賓·韋沙           | 公映/影碟版本                          |
| 2013     | Broadchurch小鎮疑雲    | Alec Hardy             | 大衛·田納特       | DVD版本                                |
| 2014     | 弗萊明                 | Peter Fleming          | 魯伯特·埃文斯     | WOWOW頻道                              |
| 2015     | 007：鬼影帝國          | Q                      | 賓·韋沙           | 公映/影碟版本                          |
| 2015     | 星球大戰：原力覺醒     | Hux將軍                | 當勞·格利遜       | 公映/影碟版本                          |
| 2016     | 13小時：班加西無名英雄 | 克里斯·「坦托」·帕倫多 | 帕布羅·薛伯       | 影碟版本                               |

### 遊戲
- 火影忍者係列：迪達拉